# 12613 Hogarth
12613 Hogarth è un asteroide della fascia principale. Scoperto nel 1960, presenta un'orbita caratterizzata da un semiasse maggiore pari a 2,6469258 UA e da un'eccentricità di 0,1371719, inclinata di 2,97717° rispetto all'eclittica.